# Communauté de communes du Pays Gencéen
 (mai 2020).
Si vous disposez d'ouvrages ou d'articles de référence ou si vous connaissez des sites web de qualité traitant du thème abordé ici, merci de compléter l'article en donnant les références utiles à sa vérifiabilité et en les liant à la section « Notes et références ».
La  communauté de communes du Pays Gencéen  est une ancienne communauté de communes française, située dans le département de la Vienne et la région Nouvelle-Aquitaine.
Le 31 décembre 2016, elle fusionne avec la communauté de communes de la Région de Couhé et la communauté de communes des Pays Civraisien et Charlois pour former la communauté de communes du Civraisien en Poitou.

## Composition
Elle est composée des communes suivantes :
| Nom                      | Code Insee | Gentilé           | Superficie (km2) | Population (dernière pop. légale) | Densité (hab./km2) |
| ------------------------ | ---------- | ----------------- | ---------------- | --------------------------------- | ------------------ |
| Gençay (siège)           | 86103      | Gencéens          | 4,74             | 1 729 (2014)                      | 365                |
| Brion                    | 86038      | Brionnais         | 16,08            | 248 (2014)                        | 15                 |
| Champagné-Saint-Hilaire  | 86052      | Champagnois       | 46,36            | 997 (2014)                        | 22                 |
| Château-Garnier          | 86064      | Castelgarnerois   | 35,89            | 626 (2014)                        | 17                 |
| La Ferrière-Airoux       | 86097      | Ferrierois        | 27,22            | 333 (2014)                        | 12                 |
| Magné                    | 86141      | Magnésiens        | 20,01            | 676 (2014)                        | 34                 |
| Saint-Maurice-la-Clouère | 86235      | Saint-Mauriciens  | 39,60            | 1 303 (2014)                      | 33                 |
| Saint-Secondin           | 86248      | Saint-Secondinois | 38,14            | 550 (2014)                        | 14                 |
| Sommières-du-Clain       | 86264      | Sommiérois        | 26,21            | 798 (2014)                        | 30                 |

## Compétences
- Collecte et traitement des déchets des ménages et déchets assimilés
- Politique du cadre de vie
- Protection et mise en valeur de l'environnement
- Création, aménagement, entretien et gestion de zone d'activités industrielle, commerciale, tertiaire, artisanale ou touristique
- Action de développement économique (Soutien des activités industrielles, commerciales ou de l'emploi, Soutien des activités agricoles et forestières...)
- Tourisme
- Construction ou aménagement, entretien, gestion d'équipements ou d'établissements culturels, socioculturels, socioéducatifs, sportifs
- Activités culturelles ou socioculturelles
- Transport scolaire
- Schéma de secteur
- Création et réalisation de zone d'aménagement concertée (ZAC)
- Constitution de réserves foncières
- Aménagement rural
- Création, aménagement, entretien de la voirie
- Politique du logement social
- Préfiguration et fonctionnement des Pays

## Autres adhésions
Syndicat interdépartemental mixte pour l'équipement rural 

## Histoire
- 24/12/96 Création du groupement
- 29/07/05 modification de statuts
- 15/10/03 modification de statuts
- 02/04/03 modification de statuts